# İbrahim Çelikkol
İbrahim Çelikkol (İzmit, 14 febbraio 1982) è un attore turco.

## Biografia
Nato nel 1982 a İzmit, in provincia di Kocaeli (Turchia) da madre di etnia pomacca, Ayper, e da padre di origini arabe, Süheyl Çelikkol, İbrahim ha una sorella, Aslı, con la quale è cresciuto dall'età di diciotto anni, in seguito alla scomparsa del padre. Ha iniziato la propria carriera svolgendo la professione di modello. Ha giocato professionalmente a basket e prende lezioni di recitazione.
Similarmente a diversi altri personaggi dello spettacolo turco, è entrato nel mondo della recitazione dopo aver incontrato il noto regista Osman Sınav. Nel 2008 e nel 2009 quest'ultimo ha deciso di scritturarlo per il ruolo del protagonista Şamil Baturay nella serie in onda su Show TV Pars: Narkoterör. Nel 2009 ha ricoperto il ruolo di Sinan Atalay nella serie in onda su TRT 1 M.A.T.. L'anno successivo, nel 2010, ha interpretato il ruolo di Mithat nella serie in onda su Fox Keskin Bıçak. Nel 2010 e nel 2011 ha preso parte al cast della serie in onda su Show TV Karadaglar, nel ruolo di Gülali Karadağ. Nel 2011 e nel 2012 è stato scritturato per interpretare il ruolo di Cemil Özdemir nella serie in onda su Star TV İffet.
Nel 2012 ha fatto il suo debutto sul grande schermo interpretando il ruolo di Ulubatlı Hasan nel film d'azione Fetih 1453 diretto da Faruk Aksoy, basato sull'assedio di Costantinopoli da parte dei turchi ottomani durante il regno del Sultano Maometto II, dove ha affiancato le attrici Devrim Evin e Dilek Serbest. Per questa interpretazione ha vinto l'Ekrem Bora Promising Actor Award (come Miglior attore promettente) al Sadri Alisik Theatre and Cinema Awards. Nel 2013 e nel 2014 ha ricoperto il ruolo di Fırat Kazan nella serie in onda su Kanal D Merhamet. Nel 2014 ha interpretato il ruolo di Oğuz nelle serie in onda su Star TV Reaksiyon, nel ruolo di Oğuz. Nello stesso anno ha ricoperto il ruolo di Ali nel film Solamente tu (Sadece Sen) diretto da Hakan Yonat, dove ha recitato accanto all'attrice Belçim Bilgin.
Nel 2016 ha ricoperto il ruolo di Mehmet Çavuş nella miniserie storica in onda su TRT 1 Seddülbahir 32 Saat. Nello stesso anno ha interpretato il ruolo di Ali Nejat Karasu nella serie in onda su Fox Kördüğüm. Nel 2017 e nel 2018 è entrato a far parte del cast della serie in onda su Kanal D Siyah Beyaz Aşk, nel ruolo di Ferhat Aslan. Nel 2018 e nel 2019 ha interpretato il ruolo di Mert Barça nella serie in onda su Kanal D Muhteşem İkili.
Dal 25 dicembre 2019 al 31 marzo 2021 ha interpretato il ruolo del meccanico Mehdi Karaca nella serie in onda su TV8 My Home My Destiny (Doğduğun Ev Kaderindir), accanto all'attrice Demet Özdemir. Nel 2021 e nel 2022 è stato scelto per interpretare il ruolo di Hakan Gümüşoğlu / Mehmet Kara nella serie in onda su ATV Terra amara (Bir Zamanlar Çukurova), insieme agli attori Hilal Altınbilek, Kerem Alışık, Furkan Palalı, İlayda Çevik ed Erkan Bektaş. Dal 2022 al 2024 ha ricoperto il ruolo di Kenan Sezgin nella web serie di Netflix Ambizione (Kuş Uçuşu). Nel 2024 ha ricoperto il ruolo di İskender nel film turco-iracheno Mast-e Eshgh (Mevlana Mest-i Aşk) diretto da Hassan Fathi. Nello stesso anno ha vestito i panni di Korkut Zakkum nella serie in onda su Now Gaddar. Nel 2025 ha ricoperto il ruolo di Kemal nella web serie di Netflix Ayrılık da Sevdaya Dahil. e quello di Sultan Şehriyar nella web serie di tabii 1001 Gece Masalları.

## Vita privata
Dal 2011 al 2013 ha avuto una relazione con l'attrice Deniz Çakir.
Dal 2017 al 2022 è stato sposato con Mihre Mutlu, dalla quale ha avuto un figlio, Ali, nato nel 2019. Nel 2022, dopo cinque anni di matrimonio, la coppia ha divorziato.

## Filmografia

### Cinema
- Fetih 1453, regia di Faruk Aksoy (2012)
- Solamente tu (Sadece Sen), regia di Hakan Yonat (2014)
- Mast-e Eshgh (Mevlana Mest-i Aşk), regia di Hassan Fathi (2024)

### Televisione
- Pars Narkoteror – serie TV, 23 episodi (Show TV, 2007-2008)
- M.A.T. – serie TV (TRT 1, 2009)
- Keskin Bicak – serie TV, 8 episodi (Fox, 2010)
- Karadaglar – serie TV, 41 episodi (Show TV, 2010-2011)
- Iffet – serie TV, 40 episodi (Show TV, 2011-2012)
- Merhamet – serie TV, 44 episodi (Kanal D, 2013-2014)
- Reaksiyon – serie TV, 13 episodi (Star TV, 2014)
- Seddülbahir 32 Saat – miniserie TV, 4 episodi (TRT 1, 2016)
- Kördüğüm – serie TV, 31 episodi (Fox, 2016)
- Siyah Beyaz Aşk – serie TV, 32 episodi (Kanal D, 2017-2018)
- Muhteşem İkili – serie TV, 12 episodi (Kanal D, 2018-2019)
- My Home My Destiny (Doğduğun Ev Kaderindir) – serie TV, 37 episodi (TV8, 2019-2021)
- Terra amara (Bir Zamanlar Çukurova) – serie TV, 39 episodi (ATV, 2021-2022)
- Gaddar – serie TV, 7 episodi (Now, 2024)

### Web TV
- Ambizione (Kuş Uçuşu) – web serie, 24 episodi (Netflix, 2022-2024)
- Ayrılık da Sevdaya Dahil – web serie (Netflix, 2025)
- 1001 Gece Masalları – web serie (tabii, 2025)

## Doppiatori italiani
Nelle versioni in italiano dei suoi film e delle sue serie TV, İbrahim Çelikkol è stato doppiato da:
- Marco Vivio[35] in My Home My Destiny,[36] in Terra amara[37]
- Francesco Pezzulli[38] in Ambizione[39]

## Riconoscimenti
- International Izmir Film Festival
  - 2020: Candidato come Miglior attore in una serie televisiva per My Home My Destiny (Doğduğun Ev Kaderindir)
  - 2023: Vincitore come Miglior attore in una serie televisiva digitale per Ambizione (Kuş Uçuşu)

- Pantene Golden Butterfly Awards
  - 2018: Candidato come Miglior coppia televisiva con Birce Akalay per la serie Siyah Beyaz Aşk
  - 2018: Candidato come Miglior interpretazione di un attore per la serie Siyah Beyaz Aşk
  - 2022: Candidato come Miglior serie internet per Ambizione (Kuş Uçuşu) insieme a Deniz Yorulmazer, Meriç Acemi, Kerem Çatay, Birce Akalay e Miray Daner

- Sadri Alisik Theatre and Cinema Awards
  - 2012: Vincitore come Attore promettente per il film Fetih 1453